# Premio Fielding Bible

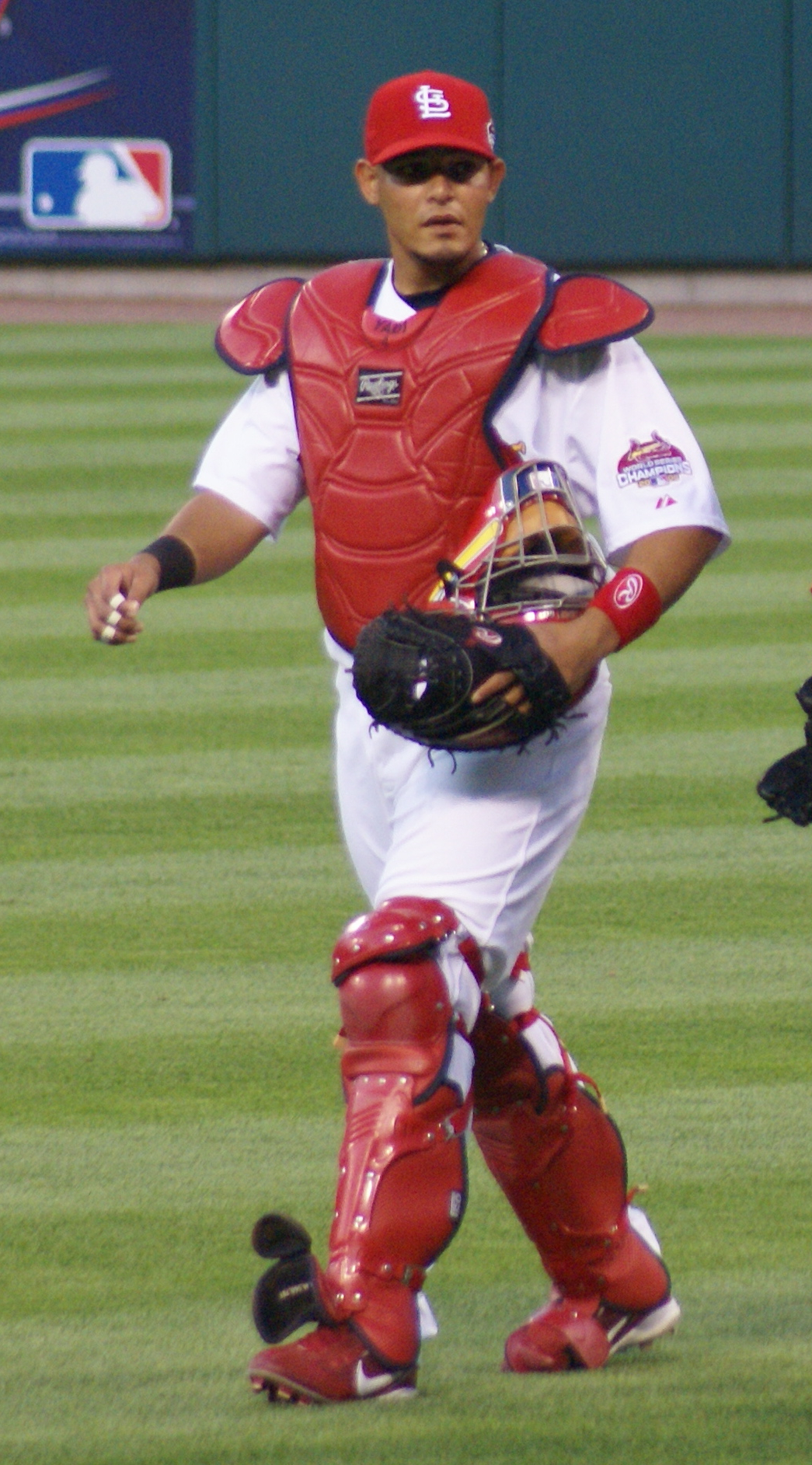
Yadier Molina, máximo ganador del premio con seis reconocimientos como receptor.

El Premio Fielding Bible (Biblia de Fildeo) reconoce al mejor jugador defensivo para cada posición de fildeo en la Major League Baseball (MLB), basado en el análisis estadístico. John Dewan y Baseball Info Solutions realizan el proceso de selección anual, que comenzó en 2006. Los premios son votados por diez periodistas y blogueros con tendencias a la sabermétrica incluyendo a Dewan, el pionero de la sabermétrica Bill James, y escritores como Peter Gammons, Joe Posnanski de NBC Sports, el editor de SB Nation Rob Neyer y el analista de ESPN Doug Glanville. Los premios históricamente se han anunciado antes que los Guantes de Oro, la medición tradicional de fildeo excelencia. Dewan escribió que este premio no puede igualar el prestigio del Guante de Oro, que comenzó 50 años antes, pero proporciona una alternativa.

## Proceso de votación
Dewan sintió que las estadísticas, además de la observación visual y juicio subjetivo son parte integral en la determinación de los mejores jugadores defensivos. El Premio Fielding Bible intenta abordar las deficiencias que Dewan observó en el premio Guante de Oro, anteriormente el único juicio subjetivo organizado de fildeo. La votación para los Premios Fielding Bible son para toda la MLB, y no separado entre la Liga Nacional y la Liga Americana; la defensa no se percibe diferente entre las dos ligas. Los votantes seleccionan al mejor jugador defensivo en cada posición, el cual recibe 10 puntos, el segundo mejor nueve puntos y así sucesivamente. A partir de la creación del premio, las posiciones específicas de los jardines se han considerado de forma individual, en lugar de elegir tres jardineros genéricos, una práctica empleada por los Guantes de Oro de 1961 a 2010. Cada votante selecciona 10 jugadores para cada posición. Los candidatos para cada puesto se definen de antemano para eliminar la posibilidad de que un jugador reciba un voto para una posición que realmente no desempeñó (Rafael Palmeiro ganó en 1999 el Guante de Oro de la Liga Americana en la primera base a pesar de ser principalmente un bateador designado y apareciendo en sólo 28 juegos como primera base esa temporada). En 2014, se introdujo un premio de múltiples posiciones para honrar a un jugador versátil, con un mínimo de 600 entradas jugadas en cualquier posición, pero no más del 70 por ciento de esas entradas en una posición específica. La votación para los premios se resume y publica para cada posición, identificando por quién voto cada elector. Esto tiene como objetivo inculcar la responsabilidad entre los votantes y proporcionar información sobre el proceso para el público.
Los votantes usan datos sabermétricos para clasificar a cada jugador. La norma tradicional de un alto porcentaje de fildeo podría verse afectada por un jugador que no hace muchos errores pero también no recibe muchas bolas.

## Recepción de la crítica
Ha habido algunas diferencias importantes entre los jugadores seleccionados para los Premios Fielding Bilble y los Guantes de Oro. El escritor del Boston Globe Peter Abraham dijo que los Premios Fielding Bible "son mucho más precisos (y justificables)" que los premios Guante de Oro ya que se utilizan las estadísticas junto con las opiniones del panel de expertos. Los Guantes de Oro son seleccionados por los directivos y entrenadores que pueden haber visto un jugador tan sólo seis veces en toda la temporada. Geoff Baker del The Seattle Times dijo que los votos a favor de los Guantes de Oro se basan en gran medida en la reputación pasada de un jugador. Jeff Wilson de The Southern Illinoisan cree que los resultados del Guante de Oro están indebidamente influenciadas por la destreza ofensiva de un jugador. Derek Jeter, ganador de múltiples Guantes de Oro, cree que muchos factores defensivos no se pueden cuantificar. Rustin Dodd de The Kansas City Star señaló que la gente "señalan la naturaleza primitiva de las estadísticas defensivas — incluso si eso es más la percepción ahora que la realidad".
En 2013, el premio del Guante de Oro se asoció con la Sociedad para la Investigación del Béisbol de América (SABR) para agregar un componente sabermétrico a su votación. Después, Jay Jaffe de Sports Illustrated escribió que los Guantes de Oro "parecen haber cerrado significativamente la brecha con sus contrapartes más impulsadas estadísticamente."

## Ganadores
| C                      | Receptor                            |
| 1B                     | Primera base                        |
| 2B                     | Segunda base                        |
| 3B                     | Tercera base                        |
| SS                     | Campocorto                          |
| LF                     | Jardinero izquierdo                 |
| CF                     | Jardinero central                   |
| RF                     | Jardinero derecho                   |
| P                      | Lanzador                            |
| MP                     | Múltiples posiciones                |
| Nombre del jugador (#) | Nombre del ganador (# veces ganado) |

| Año  | C                 | 1B                   | 2B                 | 3B                | SS                    | LF                 | CF                  | RF                 | P                  | MP                 | Ref    |
| ---- | ----------------- | -------------------- | ------------------ | ----------------- | --------------------- | ------------------ | ------------------- | ------------------ | ------------------ | ------------------ | ------ |
| 2006 | Iván Rodríguez    | Albert Pujols        | Orlando Hudson     | Adrián Beltré     | Adam Everett          | Carl Crawford      | Carlos Beltrán      | Ichiro Suzuki      | Greg Maddux        | N/A                | [ 22 ] |
| 2007 | Yadier Molina     | Albert Pujols (2)    | Aaron Hill         | Pedro Feliz       | Troy Tulowitzki       | Eric Byrnes        | Andruw Jones        | Alex Ríos          | Johan Santana      | N/A                | [ 23 ] |
| 2008 | Yadier Molina (2) | Albert Pujols (3)    | Brandon Phillips   | Adrián Beltré (2) | Jimmy Rollins         | Carl Crawford (2)  | Carlos Beltrán (2)  | Franklin Gutiérrez | Kenny Rogers       | N/A                | [ 24 ] |
| 2009 | Yadier Molina (3) | Albert Pujols (4)    | Aaron Hill (2)     | Ryan Zimmerman    | Jack Wilson           | Carl Crawford (3)  | Franklin Gutiérrez  | Ichiro Suzuki (2)  | Mark Buehrle       | N/A                | [ 25 ] |
| 2010 | Yadier Molina (4) | Daric Barton         | Chase Utley        | Evan Longoria     | Troy Tulowitzki (2)   | Brett Gardner      | Michael Bourn       | Ichiro Suzuki (3)  | Mark Buehrle (2)   | N/A                | [ 26 ] |
| 2011 | Matt Wieters      | Albert Pujols (5)    | Dustin Pedroia     | Adrián Beltré (3) | Troy Tulowitzki (3)   | Brett Gardner (2)  | Austin Jackson      | Justin Upton       | Mark Buehrle (3)   | N/A                | [ 27 ] |
| 2012 | Yadier Molina (5) | Mark Teixeira        | Darwin Barney      | Adrián Beltré (4) | Brendan Ryan          | Alex Gordon        | Mike Trout          | Jason Heyward      | Mark Buehrle (4)   | N/A                | [ 28 ] |
| 2013 | Yadier Molina (6) | Paul Goldschmidt     | Dustin Pedroia (2) | Manny Machado     | Andrelton Simmons     | Alex Gordon (2)    | Carlos Gómez        | Gerardo Parra      | R. A. Dickey       | N/A                | [ 29 ] |
| 2014 | Jonathan Lucroy   | Adrián González      | Dustin Pedroia (3) | Josh Donaldson    | Andrelton Simmons (2) | Alex Gordon (3)    | Juan Lagares        | Jason Heyward (2)  | Dallas Keuchel     | Lorenzo Cain       | [ 30 ] |
| 2015 | Buster Posey      | Paul Goldschmidt (2) | Ian Kinsler        | Nolan Arenado     | Andrelton Simmons (3) | Starling Marte     | Kevin Kiermaier     | Jason Heyward (3)  | Dallas Keuchel (2) | Ender Inciarte     | [ 31 ] |
| 2016 | Buster Posey (2)  | Anthony Rizzo        | Dustin Pedroia (4) | Nolan Arenado (2) | Andrelton Simmons (4) | Starling Marte (2) | Kevin Pillar        | Mookie Betts       | Dallas Keuchel (3) | Javier Báez        | [ 32 ] |
| 2017 | Martín Maldonado  | Paul Goldschmidt (3) | DJ LeMahieu        | Nolan Arenado (3) | Andrelton Simmons (5) | Brett Gardner (3)  | Byron Buxton        | Mookie Betts (2)   | Dallas Keuchel (4) | Javier Báez (2)    | [ 33 ] |
| 2018 | Jeff Mathis       | Matt Olson           | Kolten Wong        | Matt Chapman      | Andrelton Simmons (6) | Alex Gordon (4)    | Lorenzo Cain (2)    | Mookie Betts (3)   | Zack Greinke       | Javier Báez (3)    | [ 34 ] |
| 2019 | Roberto Pérez     | Matt Olson (2)       | Kolten Wong (2)    | Matt Chapman (2)  | Nick Ahmed            | David Peralta      | Lorenzo Cain (3)    | Cody Bellinger     | Zack Greinke (2)   | Cody Bellinger (2) | [ 35 ] |
| 2020 | Roberto Pérez (2) | Matt Olson (3)       | Kolten Wong (3)    | Nolan Arenado (4) | Javier Báez (4)       | Tyler O'Neill      | Kevin Kiermaier (2) | Mookie Betts (4)   | Max Fried          | Enrique Hernández  | [ 36 ] |
| 2021 | Jose Trevino      | Christian Walker     | Brendan Rogers     | Nolan Arenado (5) | Jorge Mateo           | Steven Kwan        | Myles Straw         | Mookie Betts (5)   | Ranger Suárez      | Tommy Edman (2)    | [ 37 ] |